# Nicolaes Visscher
Nicolaes Visscher (Amsterdã, 25 de janeiro de 1618 - Amsterdã, 1679) foi um gravador, cartógrafo e editor holandês. Ele era filho de Claes Janszoon Visscher. Seu filho, Nicolaes Visscher II (1649–1702), também trabalhou com ele e continuou a tradição familiar de cartografia após sua morte.Visscher morreu em Amsterdã em 1679 e foi enterrado no Nieuwezijds Kapel em 11 de setembro daquele ano, embora o ano de morte de 1709 seja mantido por algumas fontes.

## Trabalhos
Seu mapa de duplo hemisfério gravado, Orbis Terrarum Nova et Accuratissima Tabula, foi criado em 1658 em Amsterdã. Ele também contém projeções polares norte e sul menores. A borda é decorada com cenas mitológicas, uma em cada canto, desenhadas pelo pintor Nicolaes Berchem, mostrando Zeus, Netuno, Perséfone e Deméter. É um dos primeiros exemplos de mapas-múndi holandeses altamente decorados.

## Galeria

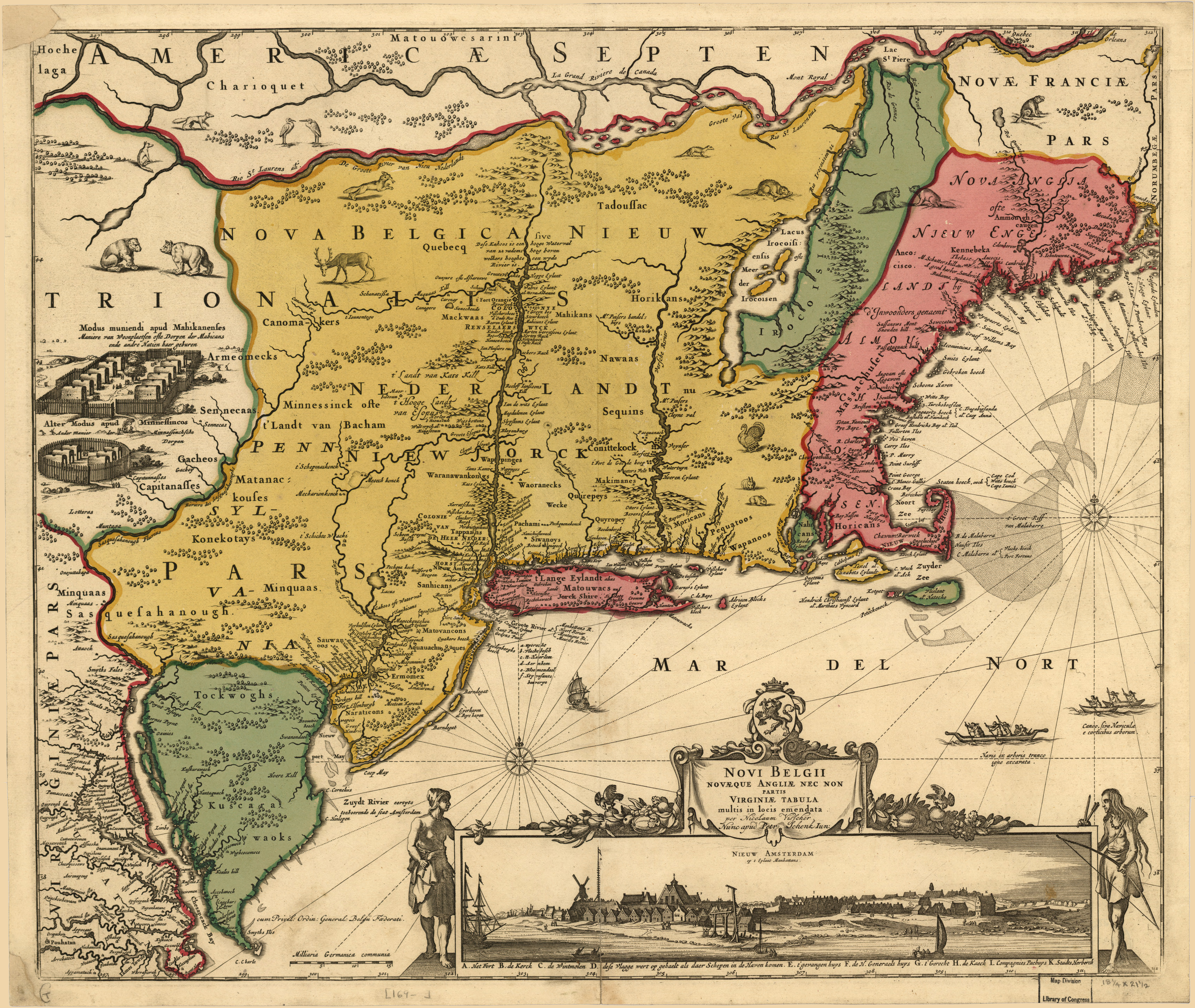
Novi Belgii Novæque Angliæ nec non partis Virginiæ tabula (1656)
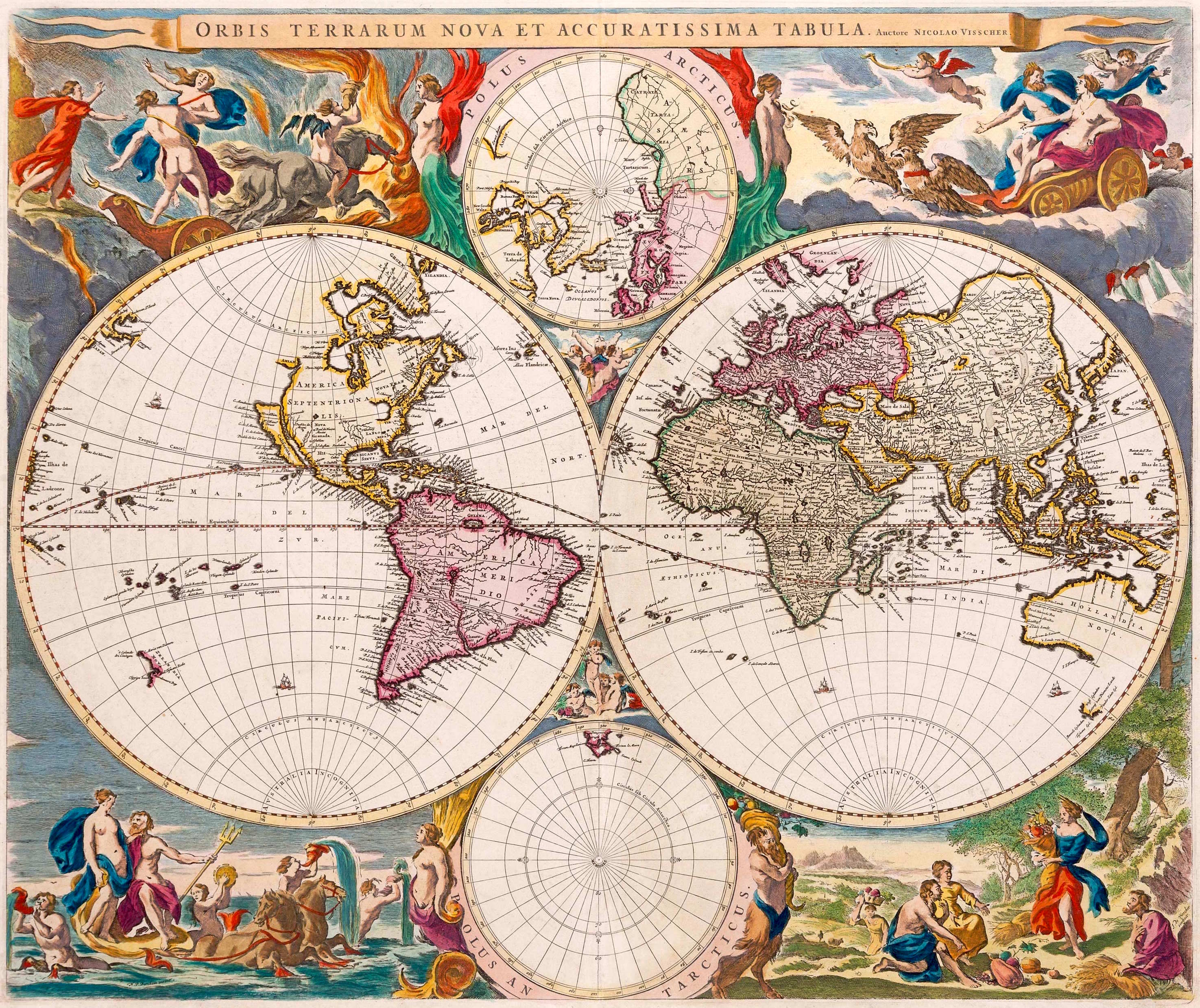
Orbis Terrarum Nova et Accuratissima Tabula (1658)
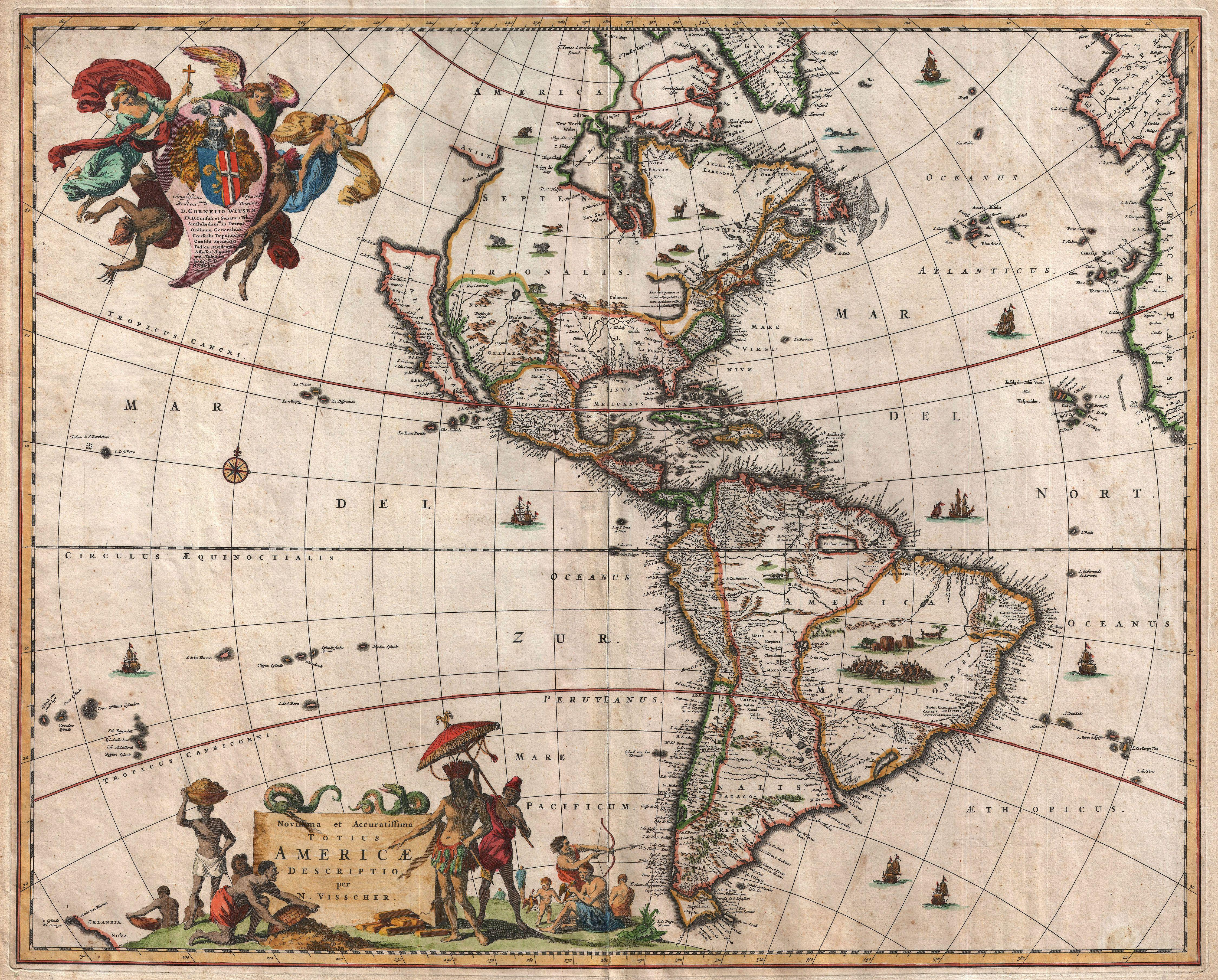
Novissima et Accuratissima Totius Americae Descriptio (1658)
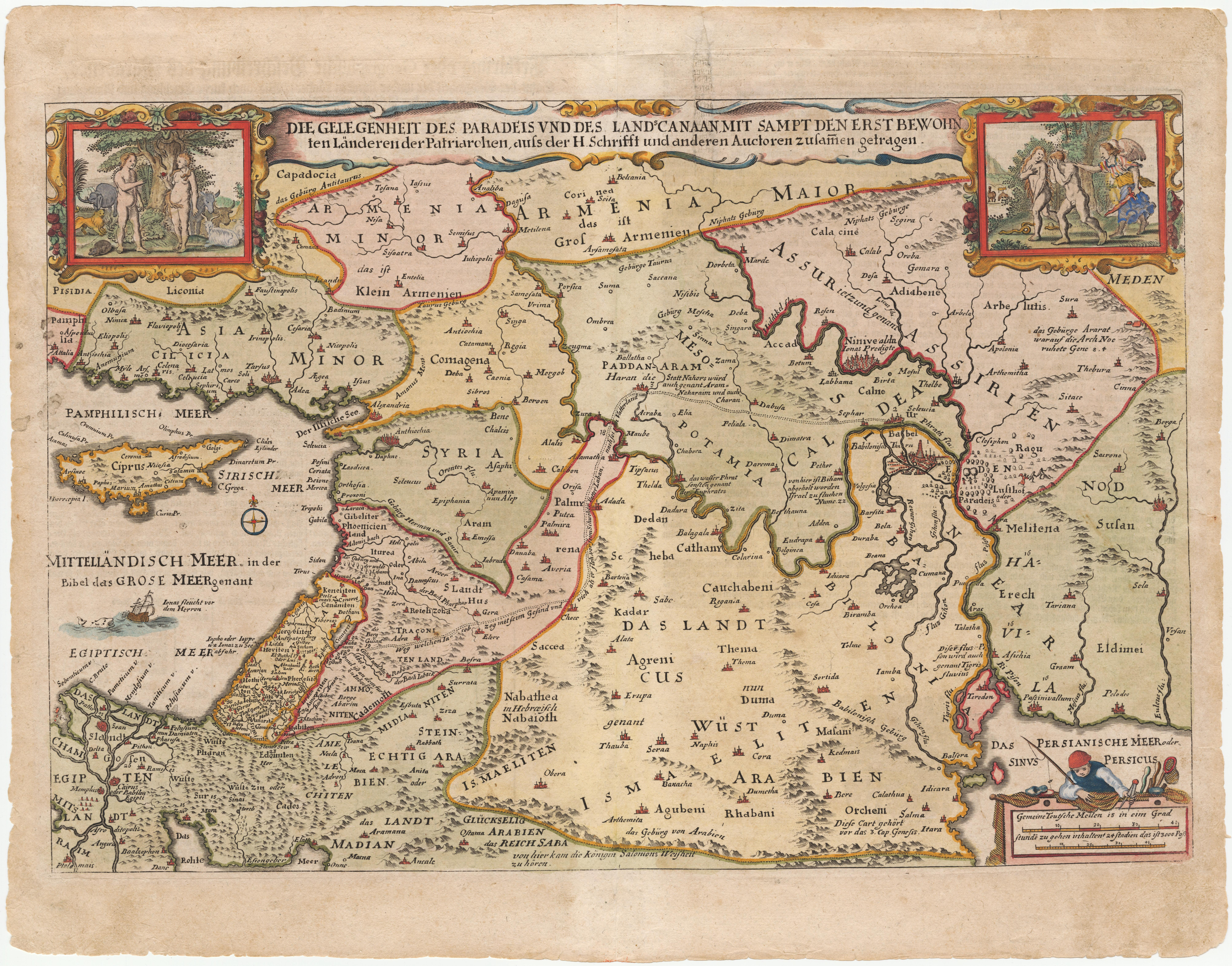
Die Gelegenheit Des Paradeis Und Des Lands Canaan Mit Sampt Den Erst Bewohnten Landeren Der Partriarchen Auss Der H. Schrifft Und Anderen Auctoren Zusamen Getragen (1665)